# 阿卜杜勒·法塔赫·布尔汉
阿卜杜勒·法塔赫·阿卜杜勒拉赫曼·布尔汉（阿拉伯语：عبد الفتاح عبد الرحمن البرهان，羅馬化：ʿAbd al-Fattāḥ ʿAbd al-Raḥmān al-Burhān，1960年7月11日—），又譯作柏罕，苏丹陆军中将、政治人物。在艾哈迈德·阿瓦德·伊本·奥夫辞职后，繼任過渡军事委员会主席，成為軍政府新領袖，后改任蘇丹主權委員會主席。自2019年4月12日開始，即為實際上的蘇丹國家元首。2023年4月15日，快速支援部队表示布尔汉的住所已經被佔領，并就此引发冲突。

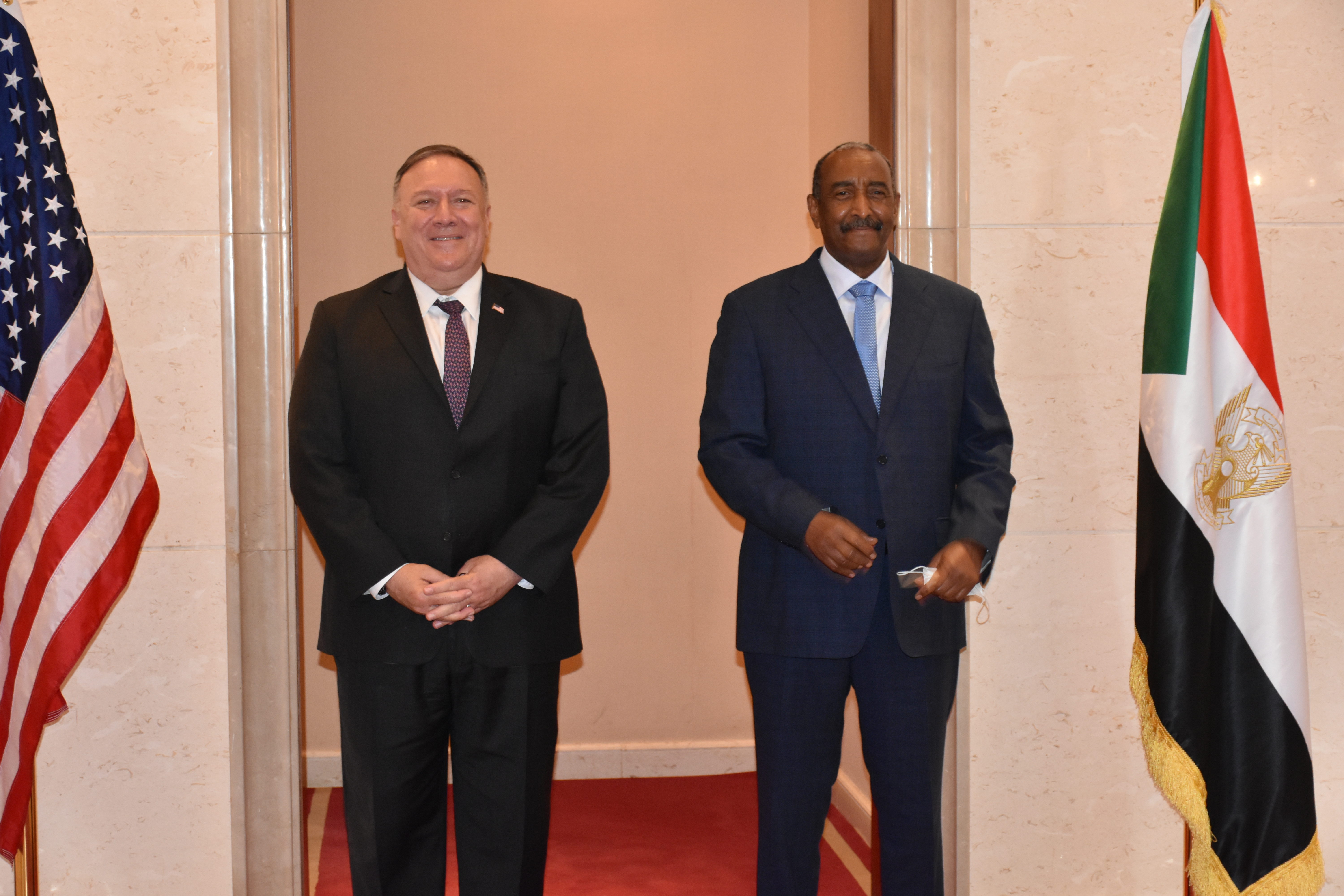
2020年8月25日布尔汉在喀土穆与美国国务卿迈克·蓬佩奧会面